# Montreuil-sur-Loir
Montreuil-sur-Loir település Franciaországban, Maine-et-Loire megyében. Lakosainak száma 565 fő (2022. január 1.). Montreuil-sur-Loir Corzé, Seiches-sur-le-Loir, Tiercé és Rives-du-Loir-en-Anjou községekkel határos.

## Népesség
A település népességének változása:
| Lakosok száma | 233  | 262  | 294  | 450  | 502  | 548  | 569  | 590  | 581  | 565  |
|               | 1968 | 1982 | 1990 | 2006 | 2013 | 2015 | 2017 | 2019 | 2020 | 2022 |